# Tarcavajkóc
Tarcavajkóc (szlovákul: Vajkovce) község Szlovákiában, a Kassai kerület Kassa-környéki járásában.

## Fekvése
Kassától 12 km-re északkeletre, a Tarca-folyó bal partján fekszik.

## Története
1270-ben „terra Zokola” néven említik először, amikor V. István király több faluval együtt Reynold magiszternek adja. 1309-ben a Rozgonyiak birtoka, majd 1489-től a Csákyak zálogbirtoka. Vajkóc néven 1473-ban említik először. 1488-ban „Waykolcz” alakban szerepel. 1598-ban 28 ház állt a településen. 1630-ban másfél portája adózott. A 18. századtól főbb birtokosai a Szinyei, Soós, Szatmáry családok voltak. Lakói főként mezőgazdasággal foglalkoztak. 1715-ben 4, 1720-ban 7 háztartása volt. 1746-ban vegyes szlovák-magyar falu, többségben református vallású lakosokkal. 1772-ben 26 család élt a faluban, közülük 18 birtokos család.
A 18. század végén Vályi András így ír róla: „VAJKÓCZ. Tót falu Abaúj Várm. földes Urai Sós, és több Uraságok, lakosai katolikusok, és reformátusok, fekszik Felső Ólcsvához nem meszsze, és annak filiája; határja termékeny, legelője szoros, piatza Kassán.”
1828-ban 49 házában 322 lakos élt. Fényes Elek 1851-ben kiadott geográfiai szótárában így ír a faluról: „Vajkócz, (Walkowcze), Abauj v. tót falu, a Tarcza mellett, Sáros vmegye szélén: 68 kath., 69 evang., 205 ref., 7 zsidó lak. Ref. szentegyház. F. u. Garniga ezredes, Kelcz, Okruczay. Ut. p. Kassa.”
Borovszky Samu monográfiasorozatának Abaúj-Torna vármegyét tárgyaló része szerint: „Az innen északra, a vármegye határáig menő s Budamérnél az eperjesi országuttal csatlakozó községi út mentén sűrü egymásutánban, 2-3 kilométernyi közökben négy helységet érünk. Ezek: Benyék, Vajkócz, Haraszti, Királynépe. Vajkóczon (a Tárcza balpartján) 71 ház, 404 tót és magyar lakos [...]. Postája mind a négynek Rozgony; táviróállomásuk Kassa.”
A trianoni diktátumig Abaúj-Torna vármegye Kassai járásához tartozott.

## Népessége
| Év:            | 1994. | 2004.   | 2014.    | 2024.    |
| -------------- | ----- | ------- | -------- | -------- |
| Emberek száma: | 494   | 522     | 742      | 933      |
| Eltérés:       |       | +5,66 % | +42,14 % | +25,74 % |

| Év:            | 2023. | 2024.   |
| -------------- | ----- | ------- |
| Emberek száma: | 943   | 933     |
| Eltérés:       |       | -1,06 % |

1910-ben 391-en, többségében szlovákok lakták, jelentős magyar kisebbséggel.
2001-ben 540 lakosából 496 szlovák és 37 cigány volt.
2011-ben 630 lakosából 548 szlovák.

## Nevezetességei
- Református temploma a 18. század végén épült, tornyát 1901-ben építették.